# Sajdžil
Sajdžil (također poznat kao i "Sejjil" ili "Sejil"), iranski je dvostupanjski balistički projektil srednjeg dometa (MRBM) s pogonom na kruto gorivo, dometa preko 2000 km. Uspješno testiranje provedeno je 12. studenog 2008. godine. Prema izvješćima, domet mu obuhvaća Izrael i jugoistočnu Europu, no Iran tvrdi kako je projektil razvijen u obrambene namjene. Poput projektila Fatih-110, Sajdžil je kod stranih stručnjaka izazvao bojazan da je projektiran za nošenje nuklearne bojne glave.

## Konstrukcija
Detalji modela osim broja stupnjeva i korištenja krutog goriva nisu objavljeni. Ipak, prema dostupnim fotografijama da se zaključiti kako je tijelo projektila veće od prethodnih modela poput Šahaba-3 (dometa 2,100 km), što znači da Sajdžil ima mnogo veći domet od objavljenog, što pak implicira da je Sajdžil veliki korak naprijed prema gradnji složenih balističkih projektila velikog dometa (ICBM). Kao oružje, Sajdžil predstavlja dosad najveći izazov za iranske neprijatelje, jer su projektili s krutim pogonskim gorivom manje uočljivi nego oni s tekućim gorivom, koji zahtijevaju komplicirane pripreme uoči lansiranja. Uzi Rubin, izraelski balistički stručnjak, nazvao je Sajdžil "potpuno novim projektilom" koji nema nikakvih sličnosti sa sjevernokorejskim, ruskim, kineskim ili pakistanskim modelima iste kategorije.